# Кунунарра
Кунунарра (англ. Kununurra) — город на северо-западе Австралии, на территории штата Западная Австралия. Является административным центром графства Уиндем-Ист-Кимберли.

## Географическое положение
Город находится в северо-восточной части штата, в холмистой местности, на правом берегу реки Орд, вблизи границы с Северной территорией. Абсолютная высота — 51 метр над уровнем моря.
Кунунарра расположена на расстоянии приблизительно 2200 километров к северо-востоку от Перта, административного центра штата. К востоку от города расположена территория национального парка Хидден-Вэлли.

## Климат
| Показатель                    | Янв. | Фев. | Март | Апр. | Май  | Июнь | Июль | Авг. | Сен. | Окт. | Нояб. | Дек. | Год  |
| ----------------------------- | ---- | ---- | ---- | ---- | ---- | ---- | ---- | ---- | ---- | ---- | ----- | ---- | ---- |
| Абсолютный максимум, °C       | 43,9 | 42,2 | 40,5 | 39,5 | 38   | 36,7 | 36,4 | 39,4 | 41   | 43,6 | 45,1  | 44,6 | 45,1 |
| Средний суточный максимум, °C | 36,4 | 35,5 | 35,3 | 35,5 | 32,9 | 30,5 | 30,2 | 33,6 | 36,4 | 38,3 | 38,8  | 38,1 | 35,1 |
| Средняя температура, °C       | 30   | 30   | 29   | 28   | 26   | 23   | 22   | 25   | 28   | 31   | 32    | 31   | 28   |
| Средний суточный минимум, °C  | 25,1 | 24,9 | 24,1 | 21,3 | 19,1 | 15,9 | 15   | 17,5 | 20,8 | 23,7 | 25,4  | 25,7 | 21,6 |
| Абсолютный минимум, °C        | 19,6 | 19   | 16,1 | 12,2 | 9,6  | 7,7  | 4,8  | 9,2  | 10,6 | 15   | 17,2  | 19,1 | 4,8  |
| Источник: Weatherbase         |      |      |      |      |      |      |      |      |      |      |       |      |      |

## Демография
По данным переписи 2011 года численность населения Кунунарры составляла 4574 человек.
Динамика численности населения города по годам:
| 2001 | 2006 | 2011 |
| ---- | ---- | ---- |
| 5219 | 3748 | 4574 |

По данным переписи 2006 года в городе проживало 3748 человек, из которых мужчины составляли 51,4 %, женщины — соответственно 48,6 %. 26,5 % горожан являлись представителями коренного населения Австралии (при общеавстралийском показателе 2,3 %).

Население города по возрастному диапазону по данным переписи 2006 года распределилось следующим образом: 24,3 % — жители младше 14 лет, 14,3 % — между 15 и 24 годами, 49,4 % — от 25 до 54 лет, 8,4 % — от 55 до 64 лет и 3,6 % — в возрасте 65 лет и старше. Средний возраст составлял 31 год. Перепись также показала, что 10,3 % горожан родились за пределами Австралии, а 5,7 % являлись гражданами других государств. Великобритания является родиной для 2,8 % жителей города, далее следуют Новая Зеландия (1,9 %), ЮАР (0,7 %), Германия (0,6 %) и Нидерланды (0,5 %). Для большинства жителей Кунунарры родным языком является английский; многие знают также австралийские (миривунг, китья, тяру), немецкий и нидерландский языки.
Перепись населения 2006 года показала, что в конфессиональной структуре населения 23,5 % составляют католики. На втором месте стоит группа, относящая себя к атеистам — 22,3 %, далее идут англикане — 13,5 %, представители Объединённой церкви — 4,7 % и представители других протестантских церквей — 3 %.

## Транспорт
К западу от города расположен одноимённый аэропорт. Также через город проходит автомагистраль M1, соединяющая все значимые города Австралии.